# Selección femenina de voleibol de Checoslovaquia
La selección femenina de voleibol de Checoslovaquia era el equipo de voleibol de Checoslovaquia que había representado al país en competiciones internacionales y partidos amistosos entre 1948 y 1993.
La FIVB considera a la República Checa como la heredera de los registros de Checoslovaquia (1948-1993).

## Participaciones

### Juegos Olímpicos[1]
- 1968 - 6°
- 1972 - 7°

### Campeonato mundial[1]
- 1952 -
- 1956 - 4°
- 1960 -
- 1962 - 6°
- 1970 - 5°
- 1974 - 17°
- 1978 - 12°
- 1982 - No clasificó
- 1986 - 11°
- 1990 - No clasificó

### Campeonato Europeo[1]
- 1949 -
- 1950 -
- 1951 - No clasificó
- 1955 -
- 1958 -
- 1963 - 6°
- 1967 -
- 1971 -
- 1975 - 5°
- 1977 - 5°
- 1979 - 7°
- 1981 - 6°
- 1983 - 8°
- 1985 - 4°
- 1987 -
- 1989 - 5°
- 1991 - 5°

## Jugadores

### Equipo actual
Entrenador: Vladimír Hančík
| N.º | Nombre             |
| --- | ------------------ |
|     | Baráková           |
|     | Bromová            |
|     | Daniela Cuníková   |
|     | Eva Dostálová      |
|     | Dvoráková          |
|     | Vladěna Holubová   |
|     | Homolková          |
|     | Stanislava Králová |
|     | Táňa Krempaská     |
|     | Lajcáková          |
|     | Simona Mandelová   |
|     | Lucie Vaclavikova  |